# Teodone I di Baviera
Teodone I di Baviera, conosciuto anche con il nome di Teodone IV (ca. 630 – 680), fu reggente del Ducato dei Bavari dal 640 fino alla morte.

## Biografia

### Origini
Teodone I apparteneva alla dinastia degli Agilolfingi, anche se a causa della scarsità di fonti riguardo alla Baviera del VII secolo, non esistono testimonianze dirette riguardo alla sua precisa posizione nell'albero genealogico della casa bavara.

### Governo della Baviera
Una volta ottenuto il governo dei Bavari, Teodone pose la sua capitale a Ratisbona, la capitale della provincia baiuvariorum, dove si stabilì per tre anni il pio e casto vescovo Emmerano, impegnato nell'evangelizzazione della Germania. Probabilmente non ebbe relazioni particolarmente strette con il regno dei Franchi, poiché le fonti franche quasi non lo menzionano. Teodone sposò Gaila (in tedesco Gleisnod), figlia del duca Gisulfo II del Friuli, dalla quale ebbe due figli: Uta e Lamberto, suo successore.
I suoi figli sono protagonisti della tradizione agiografica su sant'Emmerano. Secondo la leggenda, Uta rimase incinta del proprio amante, il figlio di un servitore di Teodone, e temendo la rabbia del padre, confessò tutto a sant'Emmerano. Sant'Emmerano, che stava partendo alla volta di Roma, consigliò a Uta di dire che il padre del figlio che portava in grembo era Emmerano stesso. Lamberto, sentendosi oltraggiato, con alcuni militi andò incontro a Emmerano per costringerlo a sposare la sorella, salutandolo con la famosa frase:
Tuttavia, Emmerano respinse le minacce e per questo venne ucciso e il suo cadavere fatto a pezzi. Quando Teodone scoprì l'accaduto e la figlia gli raccontò la verità, il duca fece trasportare i resti del santo a Ratisbona.